# Upupa
Els upúpids (Upupidae) són una família d'ocells formada únicament per les espècies del gènere Upupa, que van d'una a tres depenent de l'autor. Tradicionalment s'han considerat part de l'ordre dels coraciformes.

## Taxonomia
- En la Taxonomia de Sibley-Ahlquist es va crear per aquesta família i la dels fenicúlids un ordre nou: els Upupiformes.[1]
- En la classificació del Congrés Ornitològic Internacional aquesta família forma part de l'ordre bucerotiformes, amb els puputs dels arbres de la família dels fenicúlids i els calaus de les famílies dels buceròtids i bucòrvids.[2]
- Durant molt de temps s'ha considerat que aquesta família estava representada per una única espècie viva, el puput (Upupa epops). Però anàlisis genètiques han demostrat que dues de les subespècies eren en realitat espècies de ple dret.

## Llista d'espècies
D'acord amb la classificació 2.2 del Congrés Ornitològic Internacional (COI), el gènere Upupa comprèn tres espècies:
- Puput (Upupa epops).
- Puput africana (Upupa africana). No reconeguda per alguns autors.[1]
- Puput de Madagascar (Upupa marginata). No reconeguda per alguns autors.[1]

Espècie extinta 
- puput de Santa Helena (Upupa antaios), espècie endèmica de l'Illa de Santa Helena. Es pensa que es va extingir després de l'arribada dels anglesos en 1502. L'espècie era molt més imponent que les espècies actuals. Era una au terrestre no voladora.